# 不定 (戒律)
不定（ふじょう、巴:梵: aniyata, アニヤタ）は、仏教の出家者に課される戒律（具足戒）の内、比丘（男性出家者）のみに課される唯一の禁戒の総称。2条からなる。比丘尼（女性出家者）には課されない。
比丘（男性出家者）が女性と二人きりになった場合に関する禁戒であり、信頼できる優婆夷（女性在家信徒）の証言を以て、「波羅夷」「僧残」「波逸提」のどれに該当するかが判断される。

## 二不定
- 1.屏処不定（へいしょふじょう） - 仕切られた空間で女性と逢瀬すること。
- 2.露処不定（ろしょふじょう） - 開放空間で女性と淫話をすること。